# Demétrio I Cantacuzeno
Demétrio I Cantacuzeno (em grego: Δημήτριος Καντακουζηνός) foi déspota da Moreia em 1383 e neto do imperador João VI Cantacuzeno (r. 1347–1354). Demétrio foi o filho de Mateus Cantacuzeno, o governador da Moreia, e Irene Paleóloga. A Demétrio foi dado do título de sebastocrator pelo imperador João V Paleólogo em dezembro de 1357 e foi para o Peloponeso com seu pai e avô em 1361.
Um dos dois filhos de Mateus Cantacuzeno disputou a sucessão do Despotado de Moreia com Teodoro I Paleólogo, o filho de João V, entre 1380 e 1384. A única informação sobre o evento é uma referência críptica em sua Oração Fúnebre para seu irmão Teodoro, que observa a insubordinação do "filho" de Mateus Cantacuzeno, que tinha usurpado o governo na morte de Manuel Cantacuzeno em 1380. A visão tradicional que este filho foi João, não Demétrio; contudo Dionísio de Zacinto, um historiador do Despotado do Peloponeso, esteve inclinado a achar que o filho foi Demétrio. De acordo com o bizantinista Donald Nicol, "este problema pode dificilmente ser satisfatoriamente resolvido com base na evidência documental disponível".

## Filhos
O número exato de seus filhos e descendentes é incerto. Uma lista possível é:
- Jorge Paleólogo Cantacuzeno, "Sachatai" (m. c. 1456-59), acadêmico e comandante militar, defendeu Semêndria durante um ataque do Reino da Hungria em 1456.;
- Andrônico Paleólogo Cantacuzeno (m. 3/4 de junho de 1453, executado), o último grande doméstico do Império Bizantino;
- Tomás Cantacuzeno (m. 25 de julho de 1463 em Adrianópolis), diplomata a serviço de Jorge I Branković, déspota da Sérvia;
- Helena Cantacuzena (m. c. 1 de novembro de 1463 em Adrianópolis), imperatriz de Trebizonda, esposa de Davi de Trebizonda;
- Uma filha que casou-se com o rei da Geórgia.